# Rivière Sirba
La rivière Sirba est un affluent du fleuve Niger en Afrique de l'Ouest. La Sirba prend sa source au Burkina Faso et coule vers l'est, traverse le Niger et forme ensuite une courte partie de la frontière internationale entre les deux pays. Il rencontre le fleuve Niger à mi-chemin entre les agglomérations de Gothèye et de Karma au Niger, à environ 50 kilomètres en amont de Niamey.